# Les Vieux Chums
Pour plus de détails, voir Fiche technique et Distribution.
Les Vieux Chums est un film québécois réalisé par Claude Gagnon sorti en 2020 et mettant en vedette Patrick Labbé et Paul Doucet.
Il s'agit du 10e film du réalisateur Claude Gagnon.

## Synopsis
Pierrot, souffrant d'un cancer des poumons, revient à Saint-Hyacinthe, sa ville d'origine où il est connu comme ex-champion provincial de baby-foot. N'ayant que 2 à 3 mois à vivre, ce fumeur invétéré vient faire la paix avec son fils et revoir son frère et ses anciens amis dont Jacques à qui il exprime son désir d'aller terminer sa vie au Maroc.

## Fiche technique
Source : IMDb et Films du Québec
- Titre original : Les Vieux Chums
- Réalisation : Claude Gagnon
- Scénario : Claude Gagnon
- Musique : Daniel Toussaint
- Maquillage : Tammy-Lou Pate
- Photographie : Michel St-Martin (en)
- Son : Louis Desparois, Daniel Toussaint
- Montage : Claude Gagnon
- Production : Samuel Gagnon, Bahija Essoussi, Yuri Yoshimura-Gagnon et Claude Gagnon
- Société de production : Objectif 9
- Société de distribution : Maison 4:3
- Budget : 200 000 $ CA
- Pays de production :  Canada
- Langue originale : français
- Format : couleur
- Genre : drame psychologique
- Durée : 110 minutes
- Dates de sortie :
  - Canada : 1er novembre 2020 (première au 40e Festival du cinéma international en Abitibi-Témiscamingue)[3]
  - Canada : 21 mai 2021 (sortie en salle au Québec)
  - Canada : 17 août 2021 (VSD) et (DVD)

## Distribution
- Patrick Labbé : Pierre « Pierrot » Joyal
- Paul Doucet : Jacques Larose
- Hassan El Fad : Abdel
- Luka Limoges : Victor, fils de Pierrot
- Marie-Pier Labrecque : Anne-Sophie, danseuse au Zipper
- Michel Olivier Girard : Jojo
- Stéphan Côté : Martin, frère de Pierrot
- Geneviève Rochette : Isabelle
- Pierre Curzi : Gilbert, le père de Jacques
- Marc-François Blondin : Lamoureux, chauffeur de taxi
- Luc Proulx : Marcel
- Natasha Kanapé Fontaine : Alanis
- Houda Rihani : Amina, ex de Pierrot
- Emmanuel Auger : Lagacé, le boucher
- Gaston Caron : le propriétaire de la maison de chambres
- Steven Spazuk : Spazuk, artiste
- Nathalie Breuer : Lyne, conjointe de Martin
- Marie-Hélène Thibault : Carole, mère de Victor
- Julie Beauchemin : Dre Beauregard
- François Dupuy : le pharmacien
- Agnès Bouchard : la danseuse Chastity
- Simon D. Scott : chauffeur d'autobus
- Christine Lavoie-Gagnon : Sylvie, copine de Jojo